# Bâtard (nouvelle)
Pour les articles homonymes, voir Bâtard.
Bâtard (titre original : Diable – A Dog) est une nouvelle américaine de Jack London publiée aux États-Unis en 1902.

## Historique
La nouvelle est publiée initialement dans le périodique Cosmopolitan en juin 1902, avant d'être reprise dans le recueil La Foi des hommes en avril 1904.

## Résumé
Black Leclère et Bâtard, deux "diables", l'un dans un homme et l'autre dans un chien-loup forment un couple soudé par la haine. « Pendant cinq ans, les deux coururent l'aventure à travers tout le territoire du Nord... »

## Éditions

### Éditions en anglais
- Diable – A Dog, dans le périodique Cosmopolitan en juin 1902.
- Bâtard & The Devil Dog, dans le recueil The Faith of Men & Others Stories, New York ,The Macmillan Co, avril 1904.

### Traductions en français
- Bâtard, traduit par Mme la comtesse Raymonde de Galard, in L’Appel de la forêt, recueil, Juven, 1906.
- Bâtard, traduit par François Specq, Gallimard, 2016[2].

## Sources
- « Bibliographie de Jack London », sur jack-london.fr (consulté le 29 décembre 2023)